# 山内健嗣
山内 健嗣（やまうち けんじ、1972年9月23日 - ）は、日本の俳優、声優。京都府京都市出身。
ケンユウオフィス所属。以前は夢工房、プロダクション・タンクに所属していた。

## 経歴
青年座研究所17期出身。2年の養成機関を経てフリーとして活動し、その後、劇団ラッパに所属。退団後、オフィス・ヴィハーラ→映画屋倶楽部→夢工房→プロダクション・タンクに移籍。その後フリーを経て、2016年6月1日よりケンユウオフィスに所属。

## 出演
太字はメインキャラクター。

### テレビアニメ
2010年
- COBRA THE ANIMATION（ケリー）
- スティッチ!〜いたずらエイリアンの大冒険〜（船長）
- NARUTO -ナルト- 疾風伝（2010年 - 2011年、ハルサメ、土の国の大名）

2011年
- 灼眼のシャナIII（“吾鱗の泰盾”ジルニトラ）

2012年
- LUPIN the Third -峰不二子という女-（兵士、刑事A）

2013年
- ドラえもん（テレビ朝日版第2期）（宅配員、監督）

2017年
- 青の祓魔師 京都不浄王篇（熊谷）
- 将国のアルタイル（ロゥ）

2018年
- 刻刻（柴田）
- 博多豚骨ラーメンズ（松田）
- ルパン三世 PART5（チェンカ、ヴァコフ）
- 新幹線変形ロボ シンカリオン（2018年 - 2021年、ソウギョク、幹部） - 2シリーズ
- グラゼニ（部長）

2019年
- からくりサーカス（ドクトル・ラーオ）
- この世の果てで恋を唄う少女YU-NO
- コップクラフト（ゴードン）

2020年
- pet（里見）
- ちはやふる3（日高屋、小峰和光〈台詞〉）
- プリンセスコネクト！Re:Dive（長老）
- もっと!まじめにふまじめ かいけつゾロリ（2020年 - 2021年、ヒョウタロウ、ドラキュラ） - 2シリーズ

2021年
- 進撃の巨人（隊長、兵団幹部）
- 僕のヒーローアカデミア（公安幹部）
- SDガンダムワールド ヒーローズ（司馬懿デスティニーガンダム、利休ガンダム）
- ましろのおと（山野寅治）

2024年
- オーイ!とんぼ（日高） - 2シリーズ
- 凍牌〜裏レート麻雀闘牌録〜（柴原）

2025年
- 戦隊レッド 異世界で冒険者になる（ポセイドン）
- メダリスト（亀金谷澄覚）
- アン・シャーリー（アメリカ人画家）
- 最強の王様、二度目の人生は何をする?（ジャスパー・コグライト）

### 劇場アニメ
- かぐや姫の物語（2013年）
- 僕のヒーローアカデミア THE MOVIE ヒーローズ:ライジング（2019年、公安幹部）
- 劇場版 新幹線変形ロボ シンカリオン 未来からきた神速のALFA-X（2019年、ソウギョク）
- 映画かいけつゾロリ ラララ♪スターたんじょう（2022年、ドラキュラ）

### OVA
- HELLSING VII（2009年、傭兵[13]）
- 銀河英雄伝説 Die Neue These 星乱（2019年、アルツール・フォン・シュトライト[14]）

### Webアニメ
- 無限の住人-IMMORTAL-（2019年、巻百合）
- SDガンダムワールド 三国創傑伝（2019年、司馬懿デスティニーガンダム[15]）
- オルタード・カーボン:リスリーブド（2020年、ヒデキ・タナセダ[16]）
- 攻殻機動隊 SAC_2045（2020年、ボクシングジム会長）
- ルパン三世VSキャッツ・アイ（2023年、画商）

### ゲーム
2011年
- Dead Island
- The Elder Scrolls V: Skyrim（メエルーンズ・デイゴン）

2014年
- ウォッチドッグス

2016年
- 逆転オセロニア（剛羅）
- コール オブ デューティ インフィニット・ウォーフェア

2017年
- デウスエクス マンカインド・ディバイデッド
- 武器よさらば（バーネル）
- Horizon Zero Dawn
- 龍が如く 極2

2018年
- Light Fall（老梟ストリクス）
- JUDGE EYES:死神の遺言（裁判長）

2019年
- スター・ウォーズ ジェダイ:フォールン・オーダー（イーノ・コルドヴァ）

2020年
- ファイナルファンタジーVII リメイク

2021年
- LOST JUDGMENT 裁かれざる記憶（Judge）

2023年
- スター・ウォーズ ジェダイ:サバイバー（イーノ・コルドヴァ）
- BLUE PROTOCOL

2024年
- 百英雄伝 (サラス・バーラント）

### 吹き替え

#### 映画（吹き替え）
- アイアン・フィスト
- アポロ18
- インビクタス/負けざる者たち
- エージェント・マロリー
- エアポート2013（ビル〈ウィリアム・グレゴリー・リー〉）
- 英国王のスピーチ（スタンリー・ボールドウィン〈アンソニー・アンドリュース〉）
- SAS: 反逆のブラックスワン
- エクスペンダブルズ2（尋問官）
- X-ミッション（ローチ）
- エルム街の悪夢
- オーバードーズ 破滅の入り口（ニノ・ブラガンディ〈フィリップ・コルティ〉）
- オール・ユー・ニード・イズ・キル（グリフ〈キック・ガリー〉[19]）※劇場公開版
- 俺たち喧嘩スケーター2: 最後のあがき（ハイラム・ケイン〈カラム・キース・レニー〉）
- 哀しき獣
- 奇襲戦線 ナチス弾道ミサイルを破壊せよ!
- キラー・エリート（キャンベル〈スチュワート・モリット〉）
- 荒野の誓い（チャールズ・ウィルス軍曹〈ベン・フォスター〉）
- ゴッド・ブレス・アメリカ（フランク・マードック〈ジョエル・マーレイ〉）
- コンテイジョン
- サイクロプス（ティベリウス）
- ジュリエットからの手紙
- ジョナ・ヘックス
- ジングル・オール・ザ・ウェイ2（ウェリング〈エリック・ブレカー〉）
- 新・三バカ大将 ザ・ムービー
- スカイスクレイパー（コレス・ボタ〈ローランド・ムーラー〉）
- スーパー・チューズデー 〜正義を売った日〜（トンプソン上院議員〈ジェフリー・ライト〉）
- スーパーマン＆ロイス（モーガン・エッジ〈アダム・レイナー〉）
- スモーキン・エース2（ラズロ・スート〈トミー・フラナガン〉）
- 捜査官X
- 孫文の義士団
- チェンジ・アップ/オレはどっちで、アイツもどっち!?
- 沈黙の監獄
- TEKKEN -鉄拳-（ボナー〈ジョン・パイパー＝フォーガソン〉）
- デビルクエスト
- 唐山大地震
- トパーズ（ジャック・グランヴィル〈ミシェル・ピコリ〉）※BD版
- ネイビーシールズ（クリスト〈アレックス・ヴィードフ〉）
- ノスフェラトゥ（ヴィルヘルム・ジーファース〈ラルフ・アイネソン〉）
- ハード・ラッシュ
- パーフェクト・センス
- パニック・ゾーン 制御不能（主演：マルコム〈マーク・ハミル〉）
- バレッツ
- ハリウッド・スキャンダル（ロバート・マホイ〈 アレック・ボールドウィン〉ブランスフォード氏〈エド・ハリス〉）
- ハングリー・ラビット
- ハンター
- ビースト・ストーカー/証人
- ビーチ・シャーク
- ヒア アフター
- ブライズメイズ 史上最悪のウェディングプラン
- ブラッド・アウト（アルトゥーロ〈ヴァル・キルマー〉）
- フレンジー（フェリックス・フォーサイス〈バーナード・クリビンス〉）※BD版
- BUNRAKU（おっさん〈菅田俊〉）※DVD・BD版
- マーガレット・サッチャー 鉄の女の涙
- マンイーター
- 密告・者（ドンのボス〈リー・シンチョン〉）
- ミッション:アルティメット（ソロドフ）
- ミレニアムシリーズ（クリステル・マルム〈ヤコブ・エリクソン〉）
  - ミレニアム ドラゴン・タトゥーの女
  - ミレニアム2 火と戯れる少女
  - ミレニアム3 眠れる女と狂卓の騎士
- メカニック（ヘンリー〈ランス・ニコルズ〉）
- 滅亡の黙示録（マクニール）
- ものすごくうるさくて、ありえないほど近い（牧師）
- ユナイテッド -ミュンヘンの悲劇-
- 善き人（フィリップ・ボウラー〈マーク・ストロング〉）
- リベンジ・チェイス 決着の荒野（ネメス〈ニック・ノルティ〉）
- ロシアン・ルーレット（ウィリアム・ハリソン）
- ロスト・ドーター（ライル〈エド・ハリス〉）
- ロスト・ボディ（パブロ）

#### ドラマ
- ALPHAS/アルファズ #7、11
- ER XV 緊急救命室（ジェイスン〈ドリュー・バトラー〉） #1
- WITHOUT A TRACE/FBI 失踪者を追え! #98、#116
- NCIS 〜ネイビー犯罪捜査班#33、#44
- エージェント・オブ・シールド
- エレメンタリー ホームズ&ワトソン in NY
- お願い、キャプテン（ホン・インテ）
- グッド・ワイフ
  - シーズン1 #3、#6、#14
  - シーズン2 #9、#13
  - シーズン3 #5、#7
- クリミナル・マインド FBI行動分析課
  - シーズン4（コール）#3　（ジャック）#24
  - シーズン5 #5、#16
  - シーズン6 #5
- クリミナル・マインド 特命捜査班レッドセル #2
- 刑事ヴァランダー3 白夜の戦慄 #1、#3
- GOTHAM/ゴッサム（バルーンマン） #3
- コバート・アフェアシーズン2 #14、15
- ザ・ケープ 漆黒のヒーロー #3、#9
- ザ・フォロイング（スコット・ターナー）
- CSI:10 科学捜査班 #10
  - CSI:11 科学捜査班 #6
- CSI:マイアミ7
- しあわせの処方箋（マルコム）
- SHERLOCK（シャーロック）2
- ジャイアント（オ・ビョンタク）
- 私立探偵ヴァルグ
- スーパーマン&ロイス（モーガン・エッジ / タル=ロー〈アダム・レイナー〉）
- 続ハリーズ・ロー 裏通り法律事務所 #11
- 製パン王 キム・タック
- ダークエイジ・ロマン 大聖堂 #7
- 太陽を抱く月
- TOUCH/タッチシーズン2 #1
- チャームド 〜魔女3姉妹〜（ロトュール）#168
- 鉄の王 キム・スロ（ソンド）
- テラノバ/Terra Nova #10
- トキメキ☆成均館スキャンダル
- ドラマ 東京裁判（マクドゥガル/カナダ代表判事）
- ナイトライダーNEXT #1（スモーク〈ケヴィン・ダニガン〉）
- PERSON of INTEREST 犯罪予知ユニット #12、#19
- ハート・オブ・ディクシー ドクターハートの診療日記 #1
- パワーレンジャー・S.P.D.（マイアロック）
  - パワーレンジャー・ミスティックフォース（ビヒモス）
- HAWAII FIVE-0
  - シーズン1 #5
  - シーズン2 #11
  - シーズン4（デッカー） #7、#19
  - シーズン5（デッカー） #14
- 犯罪捜査官 アナ・トラヴィス
- フラッシュフォワード #4
- 弁護士イーライのふしぎな日常（ガイタン判事）
- ブラザーズ&シスターズ
- HOMELAND/ホームランド（ヴァージル）
- ボードウォーク・エンパイア 欲望の街
- ボルジア家2 愛と欲望の教皇一族
- マイ・プリンセス(大統領)
- ミディアム6 霊能者アリソン・デュボア #14
  - ミディアム7 最終章 #10
- ミルドレッド・ピアース 幸せの代償
- 名探偵ポワロ 鳩のなかの猫
- 名探偵モンク7 #1、#14
- ヤング・ドクター(イェゴリッチ)
- ユーリカ シーズン4（アイザック・パリッシュ〈ウィル・ウィトン〉）
- リンガー 〜2つの顔〜（ボーダウェイ・マカウィ）
- LAW&ORDER:クリミナル・インテント
- ローマ警察殺人課アウレリオ・ゼン 3つの事件
- 私が愛したヘミングウェイ
- 私はラブ・リーガル #1
  - 私はラブ・リーガル2 #1、#13

#### アニメ
- ハルク：スマッシュ・ヒーローズ（レッド・ゴースト）
- トロン：ライジング（ゲイジ）（ショー）
- アルティメット・アベンジャーズ（クライザー）
- アルティメット・アベンジャーズ2:ブラック・パンサー ライジング（クライザー）
- アベンジャーズ 地球最強のヒーロー（レッド・スカル）

#### その他
- アプレンティス4/セレブたちのビジネス・バトル（WOWOW、リチャード・ハッチ役）
- ウォーキング・デッド ウェビソード（WEB限定サイドストーリー / ハリス役）

### 映画
- 愛と誠
- CUT
- Dear Heart 震えて眠れ
- オーバードライヴ
- 赤い月
- 新GONIN
- 東京★ざんすっ 第3話「約束」、第6話「ランニング・フリー」
- ゴジラシリーズ
  - ゴジラ×メガギラス G消滅作戦（2000年） - 自衛隊員 役[2]
  - ゴジラ・モスラ・キングギドラ 大怪獣総攻撃（2001年） - 防衛軍隊員 役[2]
- 実録 新宿の顔 新宿愚連隊物語

### テレビドラマ
- 土曜プレミアム ほんとにあった怖い話 夏の特別編2013「影の暗示」（2013年、フジテレビ）
- ドラマチックサンデー「TOKYOエアポート〜東京空港管制保安部〜」#6（航空機機長の声）（2012年、フジテレビ）
- 新・ミナミの帝王
- ひとり暮らし
- 内偵監察官・桜沢葵の観察ファイル
- スタアの恋
- 警視庁鑑識班
- うしろの百太郎
- スカイハイ2
- ダムド・ファイル もう一人の友人・渥美郡
- たったひとりの反乱
- わたしが子どもだったころ

### Vシネマ
- 屍霊 THE SPIRIT OF DEAD（2000年）
- 新任女教師10 放課後の求愛授業（2000年、TMC）
- 実録外伝 ゾンビ極道（2001年、アップリンク）
- 美悪の華2（2001年）
- 実録・鯨道1 土佐游侠外伝 青春編（2002年、オールインエンタテインメント）
- 実録・鯨道2 土佐游侠外伝 抗争完結編（2002年、オールインエンタテイメント）
- 実録 最後の愚連隊（2003年、オデッサ・エンタテインメント）
- 邪怨（2004年、NBCユニバーサル）
- 無許可保育園 歌舞伎町ひよこ組（2007年、AMGエンタテインメント）
- 実撮 沖縄ヤクザ抗争 いくさ世アシバー上原勇一 前・後編（2008年、サテライト）
- 新・鯨道（2009年、サテライト）

### 舞台
- やまほととぎすほしいまま
- ラッパ屋公演 阿呆浪士
- ラッパ屋公演 三十郎大活劇
- 劇団群像 キネマの天地
- ズワイガニ脳楽堂公演 大八洲生みし君が手の向こうの人身の大乱

### ボイスオーバー
- 奇跡体験!アンビリバボー（フジテレビ）
- 最強FBI緊急捜査（2019年12月15日、フジテレビ）
- スタン・リー スーパーヒューマン 現代の超人たち（スタン・リー役）
- スーパープレゼンテーション イグ・ノーベル賞（NHK Eテレ）
- 世界の馬上から（旅チャンネル）
- 地球ドラマチック（NHK Eテレ）
- BS世界のドキュメンタリー（NHK-BS）
- 美の巨人たち（テレビ東京、石の声）
- 未解決事件 file.02 オウム真理教」（NHKスペシャル、ナレーション 他）
- 未解決事件「file.01 グリコ・森永事件」（NHKスペシャル、ドラマ内警察無線音声）

### ナレーション
- Vシネマ 極道の門シリーズ（1994年 - 1995年、村上劇画プロ）

### CM
- ラジオCM コマツ「掘り下げる篇」 （上司役）
- ラジオCM コマツ「描き出す篇」（ナレーション）
- ライオン キレイキレイ キッチン用（WEBCM）

### シリーズ一覧
1. ↑  『新幹線変形ロボ シンカリオン』（2018年 - 2019年）、『新幹線変形ロボ シンカリオンZ』（2021年）
2. ↑  第1シリーズ（2000年）、第2シリーズ（2021年）
3. ↑  第1期（2024年）、第2期（2024年）